# Spinopilar anomalis
Spinopilar anomalis is een hooiwagen uit de familie Gonyleptidae.